# تولیو بوتزا
تولیو بوتزا (ایتالیایی: Tullio Bozza; ۳ فوریهٔ ۱۸۹۱ – ۱۳ فوریهٔ ۱۹۲۲) شمشیرباز اهل ایتالیا بود.
وی در مسابقات کشوری و بین‌المللی در مجموع برندهٔ ۱ مدال طلا شده‌است.